# Harry Holt
Harry Holt était un animateur américain né le 11 avril 1911 et décédé le 14 avril 2004 à Casselberry, Floride (États-Unis).

## Biographie
Il rejoint les studios Disney comme animateur en 1936.
Il quitte les studios d'animation de Disney en 1956 mais participe toutefois à la production de films pour d'autres studios, et contribue comme sculpteur et directeur artistique à quelques projets de WED Entreprises avant de prendre sa retraite en 1982.
En 1987, il reprend un travail d'animateur, dessinant des personnages à l'entrée de l'attraction The Walt Disney Story au Magic Kingdom de Floride,.

## Filmographie
- 1954 : L'Agenda de Donald
- 1956 : Chips Ahoy